# Меза (река)
Меза́ или Ме́за — река в Костромской и незначительно в Ивановской (только исток и первые метры течения) областях России. Впадает в Костромской залив Горьковского водохранилища на Волге. Длина реки составляет 125 км, площадь водосборного бассейна — 901 км².

## Данные водного реестра
По данным государственного водного реестра России относится к Верхневолжскому бассейновому округу, водохозяйственный участок реки — Кострома от истока до водомерного поста у деревни Исады, речной подбассейн реки — Волга ниже Рыбинского водохранилища до впадения Оки. Речной бассейн реки — (Верхняя) Волга до Куйбышевского водохранилища (без бассейна Оки).

### Притоки
(указано расстояние от устья)
- 35 км: река Мышка (пр);
- 46 км: река Орша (пр);
- 56 км: река Шача (лв);
- 89 км: река Пуга (пр);
- 99 км: река Кохталка (пр).